# 艾米利亚-罗马涅大区
艾米利亚-罗马涅（義大利語：Emilia-Romagna，發音：[eˈmiːlja roˈmaɲɲa]）是位于意大利北部的大区，由历史上的两个大区艾米利亚和罗马涅组成。辖区形状如三角形，东临亚得里亚海，北界隔波河与伦巴第大区和威尼托大区毗邻，西临皮埃蒙特和利古里亚大区，托斯卡纳大区、马尔凯大区和圣马力诺共和国位于其南部。该区人口约4百万，人口密度为180人/平方公里。艾米利亚-罗马涅是意大利最发达的大区之一，亦是意大利著名的美食天堂。
大区首府波隆那，是意大利重要的历史文化名城。其它城市有：帕尔马、皮亚琴察、雷焦艾米利亚、摩德纳、里米尼、费拉拉、拉文納等。
“艾米利亚-罗马涅” 的由来得益于其与古罗马的渊源。“艾米利亚”指艾米利亚大道──古罗马人修建的一条从罗马到意大利北部的古道；而“罗马涅”一词则是伦巴第人对拉文納及其周边地区（包括今托斯卡纳和马尔凯的部分地区）的称呼。

## 历史
古時屬伊特魯里亞文明一部分。古羅馬時代成為羅馬帝國一部分。中世紀出現世界上最古老的大學──波隆那大學。19世紀意大利統一後，開始出現一些工業，包括多家著名跑車廠如法拉利、蘭博基尼等等。

## 经济
农业是该区最重要的经济来源，谷物、馬鈴薯、玉米、番茄和洋葱是其重要作物，而葡萄和其它水果的大量栽种使其成为意大利葡萄酒的主产区。另外畜牧业也十分发达。
工业也是该区的经济支柱，尤以食品加工业、机械、建築材料和汽车制造业为主。

## 體育
多支賽車隊伍均進駐於艾米利亚-罗马涅大區：位於摩德納省南部馬拉內羅的法拉利和位於法恩扎的RBF1車隊參加一級方程式，位於首府博洛尼亞的杜卡迪車隊參加MotoGP及WSBK。兩個著名賽車場亦建於此區，包括舉辦F1的安佐與迪諾·法拉利賽道和舉辦MotoGP的马尔科·西蒙切利米薩諾世界賽道。
艾米利亚-罗马涅共有11支足球隊伍參加意大利各級別職業聯賽，現時有波隆那和薩索羅參加意甲聯賽。